# San Demetrio Corone
San Demetrio Corone é uma comuna italiana da região da Calábria, província de Cosenza, com cerca de 3.923 habitantes. Estende-se por uma área de 57 km², tendo uma densidade populacional de 69 hab/km². Faz fronteira com Acri, Corigliano Calabro, San Cosmo Albanese, Santa Sofia d'Epiro, Tarsia, Terranova da Sibari.

## Demografia
| Variação demográfica do município entre 1861 e 2011                               |
|                                                                                   |
| Fonte: Istituto Nazionale di Statistica (ISTAT) - Elaboração gráfica da Wikipedia |